# Södra Hammarby
Södra Hammarby var en stadsdel i söderort som bildades 1932 och upplöstes 1 februari 1948 när den delades upp i stadsdelarna Hammarbyhöjden, Björkhagen och Kärrtorp.
Området bildades av den södra delen av det område som inkorporerades i Stockholms stad 1930 från Nacka landskommun och var en del av egendomen Hammarby gård.